# Santiago Barboza
Ángel Santiago Barboza Manzzi (Rocha, Uruguay, 3 de octubre de 1989)  es un futbolista uruguayo que juega de delantero. Actualmente se encuentra sin equipo.

## Clubes
| Club                       | País     | Año         | Part. | Goles | Asist. |
| -------------------------- | -------- | ----------- | ----- | ----- | ------ |
| Rocha                      | Uruguay  | 2008 - 2011 | 27    | 0     | 3      |
| Cerro Largo                | Uruguay  | 2012        | 6     | 1     | 0      |
| Atenas                     | Uruguay  | 2013        | 15    | 11    | 1      |
| Liga de Loja (cedido)      | Ecuador  | 2013        | 17    | 1     | 0      |
| Atenas                     | Uruguay  | 2014        | 26    | 16    | 1      |
| Cobreloa                   | Chile    | 2015        | 15    | 5     | 3      |
| Defensor Sporting (cedido) | Uruguay  | 2015 - 2016 | 21    | 3     | 3      |
| Cobreloa                   | Chile    | 2016        | 4     | 0     | 1      |
| Marathón                   | Honduras | 2017        | 10    | 1     | 1      |
| Atenas                     | Uruguay  | 2017 - 2018 | 39    | 12    | 5      |
| Total                      |          | 2008 - 2019 | 180   | 50    | 18     |

## Palmarés

### Campeonatos nacionales
| Título           | Club     | País     | Año  |
| ---------------- | -------- | -------- | ---- |
| Copa de Honduras | Marathón | Honduras | 2017 |